# Acacia crassa
Acacia crassa är en ärtväxtart som beskrevs av Leslie Pedley. Acacia crassa ingår i släktet akacior, och familjen ärtväxter.

## Underarter
Arten delas in i följande underarter:
- A. c. crassa
- A. c. longicoma